# Villa Casati Stampa (Muggiò)
Villa Casati Stampa si trova a Muggiò.

## Storia
La prestigiosa villa ebbe origine intorno alla fine del XV secolo quale residenza estiva dei Casati, una ricca e nobile famiglia guelfa milanese.
Nel nucleo storico di Muggiò, associata alle tenute, sorse una palazzina con elegante portico e giardino di contorno. Questa dimora vide il passaggio di diverse generazioni della famiglia Casati e ospitò personaggi illustri, come i cugini cardinali Carlo e Federico dei principi Borromeo durante le loro visite pastorali al borgo (1579 e 1604-1611).
La stabile presenza a Milano dal 1771 del governatore della Lombardia austriaca l'arciduca Ferdinando d'Asburgo-Este, spinse l'aristocrazia a rinnovare o a costruire ex novo le residenze per far fronte alle necessità della vita mondana e agli obblighi di rappresentanza. Il conte Agostino Casati (1739-1820), ex Ciambellano imperiale, affidò l'incarico di rinnovare la villa all'architetto Leopold Pollack, già autore di villa Barbiano di Belgiojoso d'Este, poi Reale e del Teatro Filodrammatici a Milano. Attorno al 1798 venne demolita la parte centrale dell'antica costruzione, per lasciare spazio ad un più imponente e rappresentativo corpo padronale; la distesa erbosa si trasformò, seguendo lo stile pittorico, in un romantico giardino all'inglese.
La concezione progettuale di villa Casati, mirabile capolavoro di architettura neoclassica, s'imposta su un prisma rettangolare, da cui sporge, al centro di uno dei lati maggiori, un cilindroide a base ellittica. La sua tipologia deriva dall'arte barocca tradizionale e richiama modelli francesi.
La costruzione, nel corso dell'Ottocento, passò per eredità ai nipoti di Agostino, ovvero Teresa, Gabrio, Angelo e Camillo Casati, figli orfani del fratello Gaspare (1756-1808), e successivamente ai loro discendenti; infine, nel 1975, l'amministrazione comunale acquistò simbolicamente la villa dalla nobildonna Annamaria dei marchesi Casati Stampa di Soncino in Donà dalle Rose (Roma, 1951), ultima discendente in vita della storica dinastia.
Villa Casati Stampa di Soncino, Monumento Nazionale (Legge 1/6/1939 n° 1089) e splendida sede municipale, rivive i fasti del passato grazie al restauro architettonico conclusosi nel 1982.
Nel luglio 2023 vista l'instabilità statica di alcuni listelli delle persiane della villa che rendevano indecoroso lo storico stabile che è sede istituzionale si è iniziato a smontare le 61 finestre per un numero totale di 122 battenti delle persiane.
Negli ultimi mesi del 2023 è stato avviato anche il progetto di riqualificazione del suo parco storico.